# プエルト・エスコンディード
プエルト・エスコンディード（Puerto Escondido）は、メキシコの都市、オアハカ州に属する太平洋に面した都市である。
プエルトエスコンディードはとりわけサーフィンとサーフボードの地として知られる。
この町は、一九五〇年代末期にサーファーによって発見された。それ以来、観光地として発展を続けている。プエルトエスコンディードにはメックスパイプと呼ばれる波がプラヤチカテラに押し寄せることで有名である。似た規模の波は、この地の他にハワイでも見られるものだが、プエルトエスコンディードでは秋には10メートルもの高さになる。
1900年代に都市としての礎が築かれ、19世紀中ごろにアフリカから大量の移民が移住し、近くの金や銀の鉱山のために必要な設備を輸入するための商港都市として大いに発展してきた。
プエルト・エスコンディードの人口は約25,902人（2010年）。

## 姉妹都市
- オアハカ（メキシコ）
- 上海市（中華人民共和国）